# Pysslingkrage
Pysslingkrage (Mauranthemum paludosum) är en art i familjen korgblommiga växter från södra och sydöstra Europa, södra Portugal och Balearerna. Odlas ibland som ettårig sommarblomma.
Ettårig kal ört som blir upp till 20 cm hög. Stjälkarna är välförgrenade. Blomkorgarna är toppställda och blir 2-3 cm i diameter. Strålblommorna kan vara gula, vita eller vita med gul bas.

## Synonymer
Chrysanthemum glabrum de Candolle 
Chrysanthemum paludosum Poiret
Chrysanthemum setabense Dufour
Hymenostemma fontanesii Willk. 
Hymenostemma paludosum (Poiret) Pomel
Leucanthemum affine Pomel
Leucanthemum arenarium Pomel
Leucanthemum glabrum (de Candolle) Boissier & Reuter
Leucanthemum paludosum (Poiret) Pomel
Leucanthemum paludosum subsp. decipiens (Pomel) A.de la Torre & F.Alcaraz
Leucanthemum paludosum subsp. ebusitanum Vogt 
Leucanthemum setabense (Dufour) de Candolle
Leucoglossum paludosum (Poiret) ( Poir. ) B.H.Wilcox , K.Bremer & Humphries 
Matricaria paludosa Poiret
Mauranthemum paludosum (Poiret) Vogt & Oberpr.
Mauranthemum paludosum subsp. ebusitanum (Vogt) Vogt & Oberpr.
Pyrethrum glabrum (de Candolle) Lag.
Pyrethrum glabrum Cosson nom. illeg.